# Karl-Liebknecht-Straße (Leipzig)

Flygfoto taget mot söder. Till höger i bilden syns Heinrich-Schütz-Platz och Immanuel-Kant-Gymnasium.

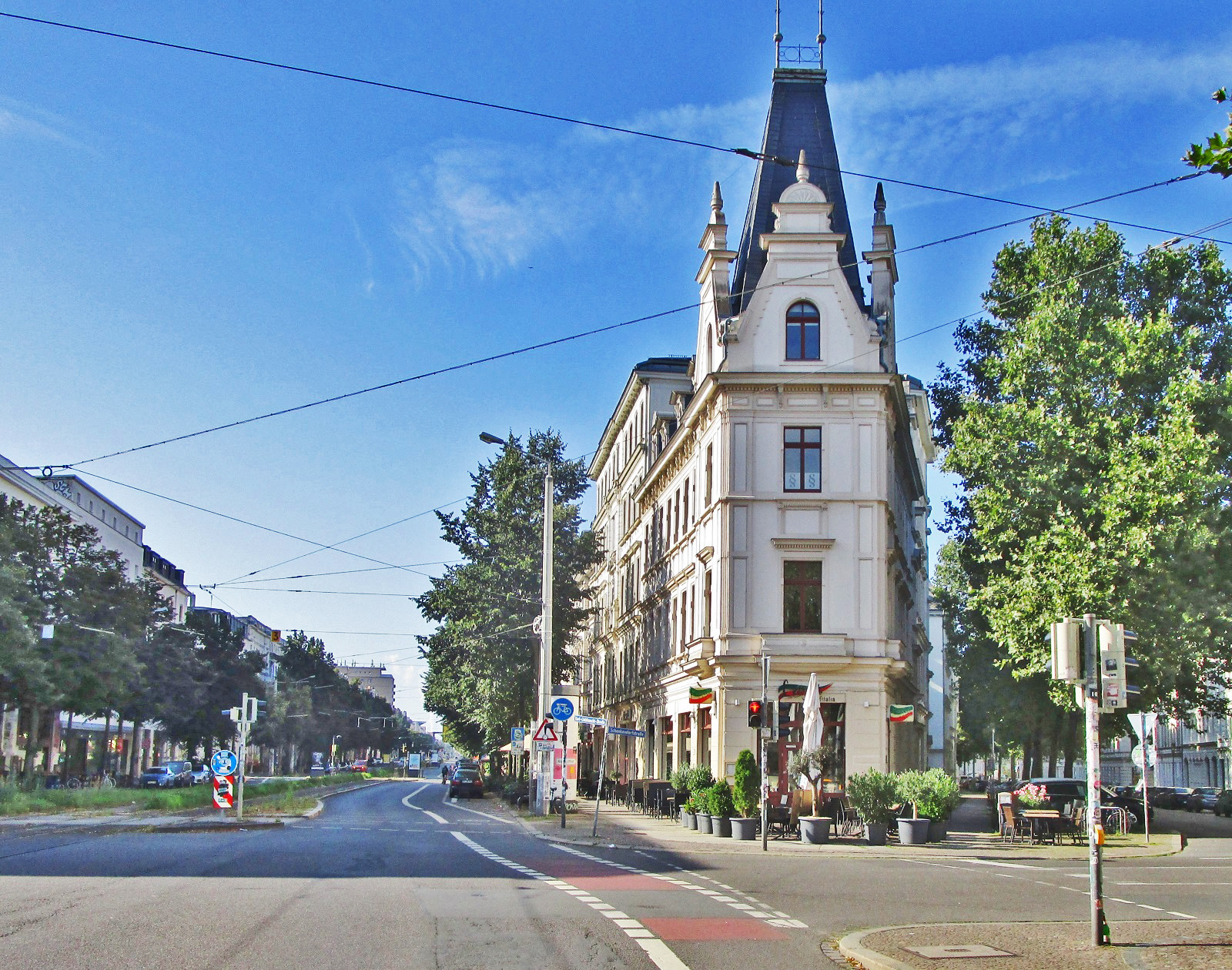
Südplatz, foto taget mot söder.

Karl-Liebknecht-Strasse (även kallat Karli) är en större gata i Leipzig som går söder ut genom staden från centrum. Gatan är en cirka 2,5 km lång och är en förlängning av Peterssteinweg och går genom Südvorstadt till Connewitzer Kreuz i Connewitz. 

## Historia
Karl-Liebknecht-Straße anlades under slutet av 1800-talet när Leipzig var i en expansiv period. Innan gatan fanns det en mindre stig som gick mellan stadskärnan och Alt-Connewitz.
Den norra delen av gatan fram till Südplatz fanns redan på medeltiden och var del av Via Imperii. Fram till mitten av 1800-talet kallades denna delen av vägen Connewitzer Chaussé, och sedan Zeitzer Straße från början av utbyggnadsåren av Südvorstadt fram till 1939. Den 1 augusti 1945, under sovjetisk ockupation, fick gatan sitt nuvarande namn efter Leipzig KPD:s medgrundare Karl Liebknecht (1871-1919). Huset där han föddes låg på Braustrasse 15, en sidogata utanför Karl-Liebknecht-Strasse. Liebknecht bodde senare i huset på Südplatz 11, idag Karl-Liebknecht-Strasse 69.

I november 2002, ett decennium efter återförenandet av Tyskland, föreslogs att gatan skulle få namnet "Straße des 17. Juni". Förslaget togs emot negativt av en majoritet av Leipzigs invånare. 

## Kollektivtrafik
Redan innan gatan var utbyggd gick en hästspårväg på Kochstraße. 1881 flyttades spårvägen till dåvarande Zeiter Straße (dagens Karl-Liebknecht-Straße). 1896 elektrifierades linjen och blev del av Große Leipziger Straßenbahn. Idag trafikerar linje 10 och 11 längs hela gatan, linje 9 trafikerar mellan Richard Lehmann-Straße och Connewitzer Kreuz.  

## Övrigt
Hiphopgruppen Posse Unter Tage döpte 2021 ett album till Checkpoint Karli. Albumets omslagsbild föreställer en flygbild över gatan.